# Niki De Tremmerie
Dominique (Niki) De Tremmerie is een personage uit de televisiereeks F.C. De Kampioenen. Niki wordt gespeeld door Bab Buelens en is te zien in F.C. De Kampioenen 4: Viva Boma en de kerstspecial.

## Personage
Dominique De Tremmerie is de dochter van Dimitri De Tremmerie en een onbekende vrouw. Bij haar geboorte liet Dimitri haar in de steek. 29 jaar later kwam Niki erachter dat haar familie geld gaf aan haar vader om weg te blijven omdat ze hem niet goed genoeg vonden. Hij stuurde elk jaar bij elke feestdag een kaartje, maar ze werden ongeopend teruggestuurd.
Niki heeft automechanica gestudeerd en haar zwakke plek zijn auto's. Ze houdt niet van romantische films en zeker geen Vlaamse.
Aan het einde van de vierde film trouwen Niki en Ronald.
In de kerstspecial maken Ronald en Niki bekend dat ze een zoon verwachten. Ze vernoemen hem naar het overleden personage Xavier Waterslaeghers, namelijk Xavier Junior.

## Karakter
Met het nieuwe personage werd een romantische noot toegevoegd aan de film. Het karakter zelf is overigens juist neergezet als iemand die een hekel heeft aan romcoms. Door Niki enerzijds neer te zetten als een sterke, zelfbewuste vrouw met een afkeer jegens romantische films en series, en anderzijds juist lieftallige trekjes mee te geven die goed bij het genre passen, werd het personage van meer diepgang voorzien.

## Familie
- Ronald Decocq (echtgenoot)
- Dimitri De Tremmerie (vader)
- Georgette Verreth (grootmoeder)
- Goedele Decocq (schoonmoeder)
- Oscar Crucke (schoonvader)